# Gillis Minnaert
Gillis Désiré Minnaert (Gent, 4 maart 1836 - aldaar, 14 juli 1919) was een Belgisch bestuurder.

## Levensloop
Minnaert studeerde aan de Rijksnormaalschool te Lier. Vervolgens was hij onder andere werkzaam als onderwijzer in het stedelijk onderwijs te Gent, leraar opvoedkunde aan de Normaalschool Gent, directeur van de oefenschool en pedagogisch directeur in het stedelijk onderwijs. Voorts was hij onder meer voorzitter van de Vlaamsche Liberale Vereeniging en ondervoorzitter van het Willemsfonds Gent.
In 1896 werd hij aangesteld tot voorzitter van het Willemsfonds, een functie die hij uitoefende tot aan zijn dood in 1919. Hij volgde in deze hoedanigheid Julius Vuylsteke op, zelf werd hij opgevolgd door Jozef Vercoullie.
In 1901 verscheen van zijn hand het toneelstuk Siddhârta of de ster van Indië dat bekroond werd met de Staatsprijs voor Vlaamse Toneelletterkunde.